# Zbigniew Siemiątkowski
Zbigniew Siemiątkowski (ur. 8 października 1957 w Ciechanowie) – polski politolog, polityk i nauczyciel akademicki, doktor habilitowany nauk humanistycznych. Poseł na Sejm I, II, III, IV kadencji, w 1996 minister spraw wewnętrznych, w 1997 minister-członek Rady Ministrów.

## Życiorys
W latach 1977–1981 studiował na Wydziale Dziennikarstwa i Nauk Politycznych Uniwersytetu Warszawskiego, uzyskał tytuł zawodowy magistra nauk politycznych. W 1987 został doktorem nauk humanistycznych, a w 2012 uzyskał habilitował się na UW w zakresie nauk humanistycznych. Od 1981 do 1991 pracował na Wydziale Dziennikarstwa i Nauk Politycznych UW jako asystent i adiunkt. Brał udział w obradach Okrągłego Stołu jako ekspert strony rządowej ds. reform politycznych. Od 1978 do rozwiązania należał do Polskiej Zjednoczonej Partii Robotniczej. Pełnił funkcję członka komitetu uczelnianego PZPR na Uniwersytecie Warszawskim. Następnie działał w Socjaldemokracji Rzeczypospolitej Polskiej, a w 1999 wstąpił do Sojuszu Lewicy Demokratycznej. Zasiadał we władzach krajowych SdRP i SLD.
Z ramienia Sojuszu Lewicy Demokratycznej od 1991 do 2005 pełnił funkcję posła na Sejm I, II, III i IV kadencji, wybranego z okręgów ciechanowsko-łomżyńsko-ostrołęckiego, ciechanowskiego i płockiego.
W II kadencji do 1995 był rzecznikiem prasowym klubu parlamentarnego SLD, od 1994 do 1996 reprezentował Sejm w Krajowej Radzie Sądownictwa. W 1995 pełnił funkcję rzecznika kampanii prezydenckiej Aleksandra Kwaśniewskiego, a następnie podsekretarza stanu w Kancelarii Prezydenta RP i zastępcy szefa Biura Bezpieczeństwa Narodowego. W lutym 1996 został mianowany ministrem spraw wewnętrznych w rządzie Włodzimierza Cimoszewicza, od października 1996 z uprawnieniami zastępowania premiera w nadzorze nad działalnością Urzędu Ochrony Państwa. Od stycznia do października 1997 był ministrem – członkiem Rady Ministrów, koordynatorem służb specjalnych. Jednocześnie sprawował funkcję sekretarza Kolegium ds. Służb Specjalnych. W III kadencji (1997–2001) zasiadał w Komisji do Spraw Służb Specjalnych, sprawując rotacyjne przewodnictwo tej komisji w latach 1998–1999 i 2000–2001.
Wybrany został do tej komisji także w IV kadencji. W październiku 2001 przeszedł do pracy w Kancelarii Prezesa Rady Ministrów na stanowisko sekretarza stanu, które zajmował do czerwca 2002. Od 2001 do 2002 był pełniącym obowiązki szefa Urzędu Ochrony Państwa. W czerwcu 2002 mianowany szefem Agencji Wywiadu. W raporcie Komisji do Spraw Służb Specjalnych zarzucono mu udzielanie fałszywych informacji w trakcie wyjaśniania okoliczności zatrzymania byłego prezesa PKN Orlen w 2002; podał się do dymisji w kwietniu 2004. Agencją Wywiadu kierował do maja tegoż roku.
W 2005 po nieudanym udziale w wyborach parlamentarnych wycofał się z polityki. Powrócił do działalności naukowo-dydaktycznej. Został pracownikiem Zakładu Nauki o Bezpieczeństwie w Instytucie Nauk Politycznych na WDiNP UW. Wykładał również w Szkole Wyższej im. Pawła Włodkowica w Płocku.
Wyróżniony Medalem Honorowym im. Józefa Tuliszkowskiego (1996).

## Postępowania karne
1 sierpnia 2007 został skazany na karę roku pozbawienia wolności z warunkowym zawieszeniem jego wykonania na okres próby wynoszący 3 lata za przechowywanie w swoim domu tajnych dokumentów UOP.
W 2010 rozpoczął się jego proces karny, w którym został oskarżony o przekroczenie uprawnień w związku z zatrzymaniem w 2002 Andrzeja Modrzejewskiego. Wydarzenie to stało się później jednym z elementów tzw. afery Orlenu. 2 marca 2012 w pierwszej instancji Zbigniew Siemiątkowski został uznany za winnego popełnienia tego czynu i skazany na karę 1 roku pozbawienia wolności z warunkowym zawieszeniem jej wykonania na okres 3 lat próby oraz na karę grzywny. 24 kwietnia 2013 Sąd Apelacyjny w Warszawie nie uwzględnił apelacji Zbigniewa Siemiątkowskiego, utrzymując w mocy zaskarżony wyrok.
W 2012 prokurator przedstawił mu zarzuty w związku z więzieniami CIA w Kiejkutach. Postępowanie w tej sprawie zakończyło się umorzeniem śledztwa w 2020.

## Publikacje
- Wywiad a władza. Wywiad cywilny w systemie sprawowania władzy politycznej PRL, Warszawa 2009.